# Upeneus japonicus
Upeneus japonicus es una especie de peces de la familia Mullidae en el orden de los Perciformes.

## Morfología
Los machos pueden llegar alcanzar los 15,7 cm de longitud total.

## Distribución geográfica
Se encuentra desde Hokkaido (Japón) y Corea hasta Taiwán y Hong Kong.

## Hábitat
Es un pez de mar.